# Lệ đường
Lệ đường hay đường lệ, hoàng độ mai, cây chùm vàng, sơn xuy (danh pháp hai phần: Kerria japonica), loài duy nhất trong chi Kerria của họ Rosaceae, là một loại cây bụi có lá sớm rụng, bản địa của khu vực miền đông châu Á, tại Trung Quốc, Nhật Bản và Triều Tiên. Tên gọi khoa học của nó được đặt theo tên của William Kerr, nhà làm vườn người Scotland đã giới thiệu giống cây trồng 'Pleniflora'.
Loài cây này mọc cao tới 1–3 m, với thân cây uốn hình cung mềm yếu, thường bò trên các loài cây khác mọc gần hay bò trên đá. Lá của nó là lá đơn, mọc so le, dài 4–7 cm, với mép lá có khía răng cưa rõ nét. Hoa màu vàng tươi, với 5 cánh hoa, Quả là dạng quả bế khô chứa 1 hạt, dài 5 mm.

## Trồng và sử dụng
Lệ đường là một loại cây cảnh phổ biến trong vườn, người ta thường trồng giống có hoa kép gọi là 'Pleniflora'. Trong tiếng Anh, ngoài tên gọi Kerria thì người ta còn gọi nó là Japanese Yellow Rose (hồng vàng Nhật Bản).

## Hình ảnh

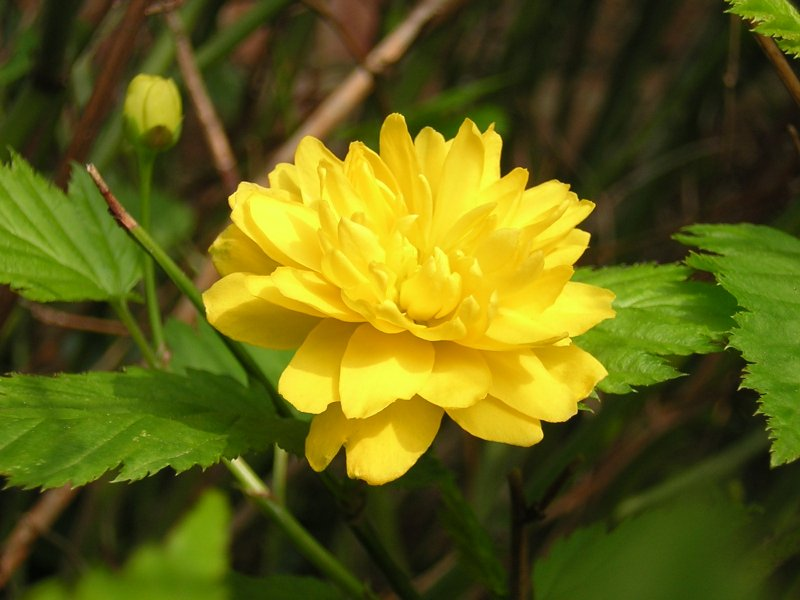
Lệ đường, giống 'Pleniflora'